# Gualtiero Parisio
Gualtiero Parisio (Napoli, ...) è un ex pallanuotista e ingegnere italiano.

## Biografia
Con la Canottieri Napoli tra il 1962 e il 1976  vinse quattro campionati italiani. Nel 1995 inventa una variante della pallanuoto, la beach waterpolo, ovvero una pallanuoto con regole più semplici giocata in campi ridotti, solitamente in acque aperte come mari, fiumi o laghi.